# Війна за спадщину
Війна́ за спа́дщину (англ. war of succession, succession war; нім. Erbfolgekrieg; пол. wojna sukcesyjna) — війна за успадкування престолу певної держави після смерті або детронізації її монарха. Виникає внаслідок династичної кризи, що порушує усталений порядок престолонаступництва. Ведеться між двома або більше претендентами, які заявляють свої права на престол і спадщину монаршого дому. Має характер міжусобної, внутрішньої або громадянської війни, коли збройний конфлікт ведеться в межах країни, а претенденти спираються на супротивні групи в уряді та суспільстві. Може супроводжуватися інтервенцією іноземних держав, які виступають союзником певного претендента, й набути рис міждержавної війни. У випадку повного вигасання панівної династії держави, набуває форми міжнародного конфлікту: війни монархів-сусідів, які були у родинних зв'язках із представниками вигаслої династії й прагнуть отримати її титули та землі.

## Список
- Суздальська міжусобна війна (1174—1177)
- Війна за руську спадщину
- Війна за баварську спадщину
- Війна за бретонську спадщину (1341—1364)
- Велика зам'ятня — 1359—1381 роках серія міжусобних воєн у Золотій Орді
- Війна за кастильську спадщину (1475—1479)
- Війна за польську спадщину (1587—1588)
- Війна за польську спадщину (1733—1735)
- Війна за австрійську спадщину
- Війна за іспанську спадщину
- Столітня війна
- Фернандові війни
- Португальське міжкоролів'я